# Người Mỹ gốc Phi
Người Mỹ gốc Phi (Anh: African Americans) hay Người Mỹ da đen (Black Americans)là thành phần chủng tộc sinh sống ở Hoa Kỳ có tổ tiên từng là thổ dân ở châu Phi nam Sahara, là thành phần sắc tộc thiểu số lớn thứ hai ở Hoa Kỳ.
Nhiều người Mỹ gốc Phi có trong dòng máu của mình một phần châu Âu, người Anh-điêng (Thổ dân), châu Á và châu Mỹ Latin. Thuật ngữ "Người Mỹ gốc Phi" đặc biệt đề cập đến những người có tổ tiên là dân châu Phi để phân biệt với những người là hậu duệ của dân da trắng hoặc người Ả Rập ở châu Phi như người Maroc gốc Ả Rập hoặc người da trắng ở Nam Phi. Tuy nhiên, có những di dân đến từ các quốc gia châu Phi, vùng Ca-ri-bê và Nam Mỹ thường tự nhận và cũng được gọi là người Mỹ gốc Phi.
Như vậy, thuật ngữ "người Mỹ gốc Phi" được dùng để chỉ những công dân Mỹ có tổ tiên là người Phi châu. Đa số người Mỹ gốc Phi là hậu duệ của người dân sinh sống ở Tây và Trung Phi bị bắt làm nô lệ và bị đem đến Bắc Mỹ từ năm 1609 đến 1807, suốt trong thời kỳ buôn bán nô lệ xuyên Đại Tây Dương. Những người khác đã đến qua những đợt di dân gần đây từ vùng Caribbean, Nam Mỹ và Phi châu. Nhìn chung, một người da đen, sử dụng tiếng Anh như tiếng mẹ đẻ, đang sống ở Hoa Kỳ, thường được xem là một người Mỹ gốc Phi.
Thắng lợi của phong trào Dân quyền những năm 1960 là một bước tiến quan trọng trong sự nghiệp đấu tranh đòi quyền bình đẳng của người Mỹ gốc Phi. Nhiều người cho rằng cuộc bầu cử tổng thống Hoa Kỳ năm 2008 cũng là một bước tiến trong mối quan hệ giữa các chủng tộc ở Mỹ: khi mà người Mỹ da trắng đã đóng vai trò quan trọng trong việc bầu Barack Obama trở thành tổng thống da màu đầu tiên của nước này.

## Danh xưng
Thuật ngữ "người Mỹ gốc Phi" (African American) được sử dụng phổ biến ở Hoa Kỳ kể từ cuối thập niên 1980, khi nhiều người da đen bắt đầu chấp nhận và tự gọi mình bằng thuật ngữ này.
Thủ lĩnh da đen chủ trương dân tộc cực đoan Malcolm X ủng hộ danh xưng "người Mỹ gốc Phi" vì cho rằng về lịch sử và văn hoá, từ này là xứng hiệp hơn cách gọi "người da đen" (như từ nigger). Thuật ngữ này được sử dụng tại một buổi họp của Tổ chức Thống nhất Mỹ Phi (OAAU) vào đầu thập niên 1960, trong bản tuyên bố "Hai mươi triệu người Mỹ gốc Phi – đó là tên gọi dành cho chúng tôi - những người Phi châu đang sinh sống tại Mỹ". Từ thập niên 1950, cầu thủ và huấn luyện viên bóng rổ thuộc NBA, Lenny Wilkens, đã sử dụng từ này khi ông, lúc ấy còn là một thiếu niên, điền mẫu đơn xin việc.

## Dân số
Theo Cơ quan điều tra dân số Hoa Kỳ, năm 2005 có 39,9 triệu người Mỹ gốc Phi sinh sống ở Hoa Kỳ, chiếm 13,8% dân số toàn quốc. Theo thống kê năm 2000, có 54,8% người Mỹ gốc Phi sống ở miền Nam, 17,6% sống ở vùng Đông Bắc và 18,7% ở Trung Tây, trong khi chỉ có 8,9% cư trú tại những tiểu bang miền Tây. Năm 2000, có khoảng 88% người Mỹ gốc Phi sống ở các vùng đô thị. Thành phố New York có đông cư dân da đen nhất, vượt quá con số 2 triệu. Trong số các thành phố có dân số từ 100.000 trở lên, Gary, Indiana có tỉ lệ dân da đen cao nhất (85%), kế đó là Detroit, Michigan (83%), Atlanta, Georgia (65%), Philadelphia (43%) và Washington, D.C. (60%) được kể là những trung tâm dân cư người Mỹ gốc Phi lớn nhất Hoa Kỳ.

## Lịch sử

### Thời kỳ nô lệ
Người da đen ở Mỹ là một cộng đồng cấu thành từ nhiều nhóm chủng tộc khác nhau. Có hơn 40 nhóm chủng tộc đến từ ít nhất 25 vương quốc ở Phi châu bị đem bán đến vùng đất mới Bắc Mỹ thuộc Anh (về sau là Hợp chúng quốc Hoa Kỳ) trong thời kỳ buôn nô lệ qua Đại Tây Dương. Các vương quốc Phi châu hùng cường dọc bờ biển thường bán những nhóm người này cho các thương buôn người Âu để đổi lấy các loại hàng hoá như hàng dệt và vũ khí.
Ít khi xảy ra tình trạng người Phi bị người Âu bắt cóc, bởi vì người Âu không thể thâm nhập sâu vào nội địa. Những hiểm hoạ bệnh tật chết người luôn hiện hữu và các vương quốc hùng mạnh và hiếu chiến thường kiểm soát vùng duyên hải.

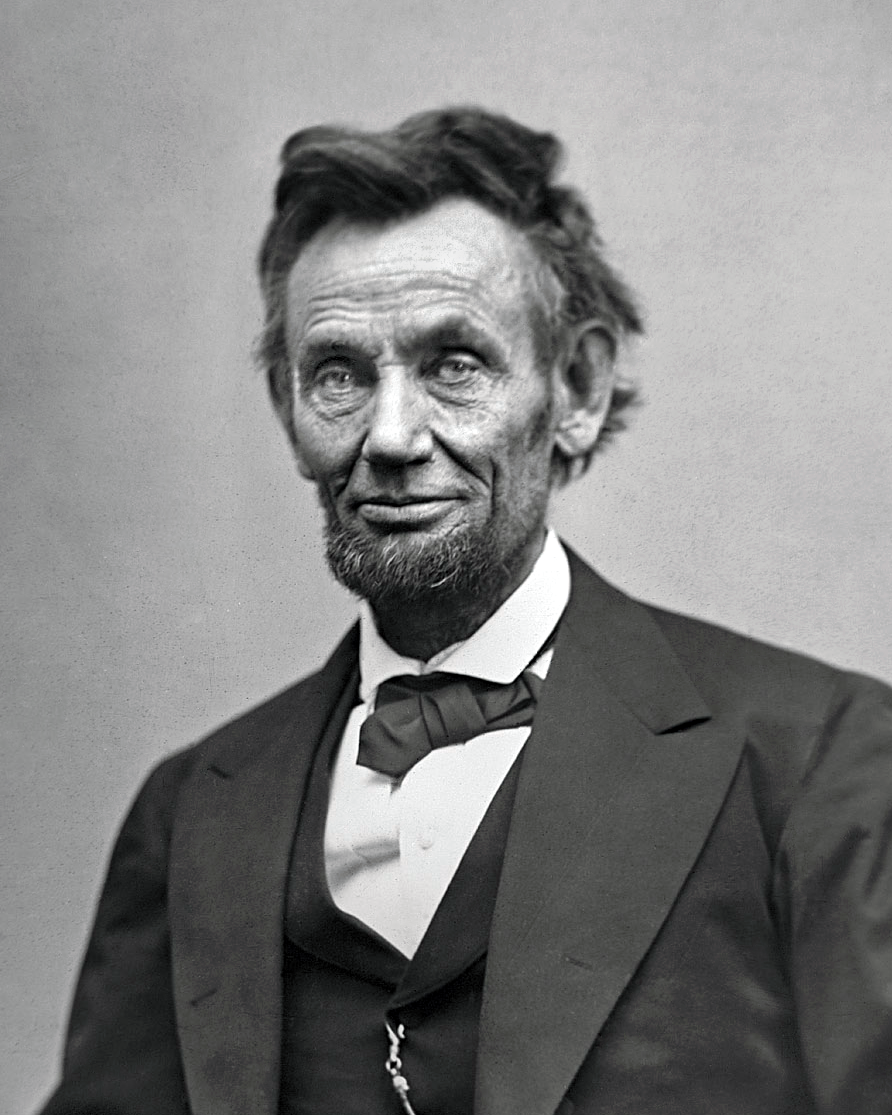
Abraham Lincoln.

Người Phi bị bán và trao đổi như những nô lệ và bị đem lên tàu vượt biển sang Hoa Kỳ đến từ tám khu vực buôn nô lệ ở Phi châu, bao gồm Senegambia (nay là Sénégal, Gambia, Guinée và Guiné-Bissau), Sierra Leone (bao gồm vùng đất ngày nay thuộc Liberia), Windward Coast (nay là Côte d'Ivoire), Gold Coast (nay là Ghana và vùng phụ cận), Bight of Benin (nay là Togo, Bénin và Tây Nigeria), Bight of Biafra (Nigeria phía nam sông Benue, Cameroon và Guinea Xích đạo), Trung Phi (Gabon, Angola, Cộng hoà Dân chủ Congo) và Mozambique và Madagascar.
Những người nô lệ Phi châu đã mang theo họ tín ngưỡng, ngôn ngữ và văn hoá khi bị cưỡng bức lên tàu đến Tân Thế giới, tuy nhiên, những thương buôn và chủ nô đẩy mạnh những chiến dịch tàn bạo và có hệ thống nhằm tước bỏ bản sắc châu Phi, dần dần tiến đến việc loại bỏ hoàn toàn tên, ngôn ngữ và tín ngưỡng nguyên thủy của họ. Khi có thêm các phương tiện nô dịch, giới chủ nô cố ý sắp xếp nô lệ nói các ngôn ngữ khác nhau sống chung tại các nông trang và cấm họ sử dụng bất cứ ngôn ngữ nào khác ngoài tiếng Anh cũng như cấm họ học đọc học viết. Dần dà, người Phi ở Mỹ hình thành một bản sắc mới tập chú vào các điều kiện tương tác tại vùng đất mới đối nghịch với những ràng buộc lịch sử và văn hoá với châu Phi.
Khoảng năm 1860, có 3,5 triệu người nô lệ bị đem vào miền Nam Hoa Kỳ, cùng với 500.000 người Phi đang sống tự do ở khắp đất nước. Sở hữu nô lệ là vấn đề gây nhiều tranh cãi trong chính trị và xã hội Mỹ. Chủ trương bãi bỏ nô lệ có tiến triển và lên đến đỉnh điểm khi Abraham Lincoln đắc cử Tổng thống Hoa Kỳ năm 1860, dẫn đến hành động ly khai của Liên minh miền Nam Hoa Kỳ, và bùng nổ cuộc Nội chiến Mỹ (1861-1865).

### Thời kỳ Tái thiết và sự kỳ thị chủng tộc
Khi nội chiến kết thúc với chiến thắng thuộc về miền Bắc, Hoa Kỳ công nhận các quyền dân sự dành cho người Mỹ gốc Phi. Bản Tuyên ngôn Giải phóng Nô lệ năm 1862 công bố rằng mọi nô lệ thuộc Liên minh miền Nam Hoa Kỳ đều được tự do chiếu theo luật pháp Hoa Kỳ. Tuy nhiên, bản Tuyên ngôn lại có những ngoại lệ dành cho các nô lệ bị cầm giữ trong những vùng lãnh thổ không ly khai, như thế chẳng có nô lệ nào được giải phóng, bởi vì luật pháp Hoa Kỳ vào thời điểm ấy không có hiệu lực đối với Liên minh miền Nam Hoa Kỳ.
Đến khi Tu chính án thứ Mười ba của Hiến pháp Hoa Kỳ được thông qua năm 1865, tất cả nô lệ mới được tự do, kể cả những người đang sống ở các tiểu bang ly khai. Trong thời kỳ Tái thiết, người Mỹ gốc Phi ở miền Nam giành được quyền bầu cử và nắm giữ các chức vụ công, cũng như hưởng được một số quyền dân sự mà trước đây họ bị khước từ. Thế nhưng, khi Thời kỳ Tái thiết chấm dứt vào năm 1877, giới chủ đất miền Nam áp đặt một thể chế mới nhằm tước bỏ quyền công dân của người da đen và theo đuổi chủ trương phân biệt chủng tộc, từ đó bùng phát làn sóng khủng bố và áp bức, thể hiện qua các hình thức như xử tử bởi đám đông bạo hành mà không cần xét xử (lynching) và bạo hành trong đêm.
Trong Thời kỳ Tiến bộ (1900-1917), người da đen thuộc giai cấp trung lưu có nhiều nỗ lực nhằm cải thiện điều kiện sống cho đồng bào của họ. Phong trào này phát triển mạnh nhất tại miền Nam trong các trường đại học dành cho người da đen như Đại học Tuskegee hay Đại học Atlanta, các tạp chí dành cho giới học thuật và trong giáo hội Episcopal (Anh giáo). Giống thành phần tiến bộ da trắng, những người tiến bộ da đen bắt tay trợ giúp giai cấp công nhân thông qua các chương trình từ thiện trong khi ủng hộ các thay đổi chính trị nhằm gia tăng vai trò của chính quyền trong nỗ lực kiến tạo sự công bằng trong các lĩnh vực kinh tế và xã hội. Nhiều người da đen tiến bộ thuộc giới tinh hoa thường tìm đến những anh em cùng màu da để giúp đỡ, cũng giống như tính cách và hành động của những người da trắng tiến bộ đối xử với di dân đến từ Âu châu.
Mặc dù những thành công của họ trong các nỗ lực nhân đạo, thành phần da đen tiến bộ lại không quan tâm đến các vấn đề như kỳ thị chủng tộc. Thay vào đó, họ quảng bá tinh thần đấu tranh sinh tồn với hi vọng người da đen, nhờ chăm chỉ làm việc và học vấn mà dần dà thăng tiến vị trí xã hội của mình. Trong thực tế, hoàn cảnh của đa số người da đen không được cải thiện bao nhiêu do chính sách phân biệt chủng tộc áp đặt bởi người da trắng, hỗ trợ bởi những cuộc bạo hành có hệ thống.
Trong thập niên cuối của thế kỷ 19 ở Hoa Kỳ, các luật lệ kỳ thị và các cuộc bạo hành chủng tộc nhắm vào người Mỹ gốc Phi bắt đầu nở rộ. Giới cầm quyền được bầu cử, bổ nhiệm hoặc tuyển dụng bởi công dân da trắng khởi sự ban hành hoặc đỡ đầu các biện pháp kỳ thị, nhất là ở các tiểu bang Texas, Louisiana, Mississippi, Alabama, Georgia, Florida, Nam Carolina, Bắc Carolina, Virginia, Arkansas, Tennessee, Oklahoma và Kansas. Có bốn đạo luật kỳ thị hoặc cho phép kỳ thị chống lại người Mỹ gốc Phi được tán thành bởi phán quyết của Tối cao Pháp viện Hoa Kỳ trong vụ án Plessy v. Ferguson năm 1896 – cho phép chính quyền địa phương áp chế hoặc tước bỏ quyền bầu cử tại các tiểu bang miền nam, khước từ các cơ hội kinh tế hoặc các nguồn tài nguyên quốc gia, bao che các hành vi bạo lực cá nhân hay tập thể nhắm vào người da đen. Mặc dù sự kỳ thị hiện hữu trên toàn quốc, hệ thống phân biệt chủng tộc trong các lĩnh vực luật pháp, kinh tế, xã hội và các chuỗi bạo động chống lại người Mỹ gốc Phi ở các tiểu bang miền nam được biết đến nhiều nhất dưới tên Jim Crow.

### Làn sóng di dân và Phong trào Dân quyền
Tình trạng khốn cùng của người Mỹ gốc Phi ở miền Nam đã kích hoạt đợt Di dân lớn vào đầu thế kỷ 20, cùng lúc với sự thăng tiến của giới tinh hoa trong thành phần trí thức và hoạt động văn hoá của cộng đồng da đen ở miền Bắc, hình thành phong trào chống chủ trương bạo động và kỳ thị người Mỹ gốc Phi, giống phong trào bãi bỏ chế độ nô lệ trước đó, thu hút nhiều thành phần chủng tộc khác nhau. 

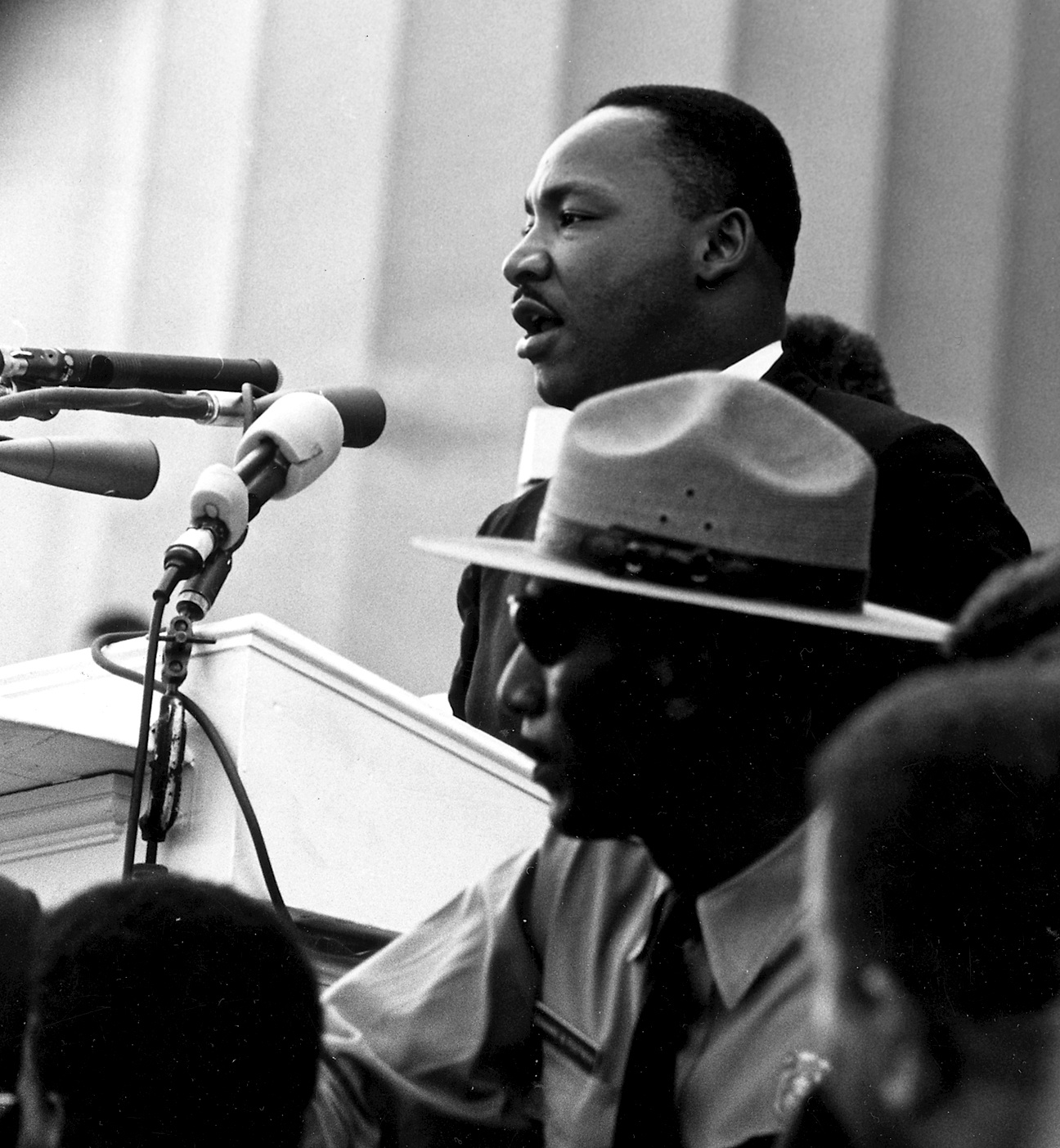
Martin Luther King, Jr. đọc bài diễn văn Tôi Có một Giấc mơ tại Cuộc Diễu hành vì Quyền Công dân ở Washington, D.C.

Một trong số những nhóm này, Hiệp hội Quốc gia Thăng tiến cho Người Da màu (NAACP), phát động bởi nhà báo nổi tiếng hay nói thẳng, Ida B. Wells Barnett, tiến hành chiến dịch chống các vụ xử tử bởi đám đông bạo hành (lynching). Trong thập niên 1950, tổ chức này xúc tiến một loạt các thách thức pháp lý có tính toán cẩn thận nhằm xoá bỏ hệ thống kỳ thị Jim Crow, nổi bật nhất là vụ án "Brown chống Sở Giáo dục thành phố Topeka" (Brown v. Board), tiểu bang Kansas khi Tối cao Pháp viện phán quyết chủ trương phân biệt chủng tộc tại các cơ sở giáo dục công lập là vi hiến.
Phán quyết của Tối cao Pháp viện trong vụ án Brown v. Board là ngả rẽ quyết định cho Phong trào Dân quyền Mỹ. Đấy là một phần trong chiến lược lâu dài nhằm đánh đổ hệ thống Jim Crow trong giáo dục công lập, bệnh viện, giao thông, nhân dụng và gia cư, giành quyền bình đẳng cho người Mỹ gốc Phi khi tiếp cận các tiện nghi kể trên cũng như bảo đảm quyền bầu cử của họ.
Từ năm 1954 đến năm 1968, Phong trào Dân quyền nỗ lực nhắm vào mục tiêu bãi bỏ các hành vi kỳ thị chủng tộc ở chỗ riêng tư cũng như tại nơi công cộng đối với người Mỹ gốc Phi, nhất là tại miền nam Hoa Kỳ. Năm 1966 chứng kiến sự xuất hiện của Phong trào Sức mạnh Da đen, kéo dài từ năm 1966 đến 1975, mở rộng các mục tiêu của Phong trào Dân quyền bằng cách thêm vào những đòi hỏi về phẩm cách chủng tộc, độc lập về kinh tế và chính trị, cũng như giải phóng khỏi quyền lực da trắng. Một vài học giả bắt đầu gọi Phong trào Dân quyền là cuộc Tái thiết lần thứ hai.
Phong trào Dân quyền và Phong trào Sức mạnh Da đen là đỉnh cao của những thế hệ bị áp bức và chứng kiến những sự kiện quan trọng trong lịch sử nước Mỹ như vụ sát hại Emmet Till, Rosa Parks và cuộc tẩy chay xe buýt ở Montgomery, Alabama, vụ kỳ thị ở Little Rock, Arkansas, rất nhiều vụ biểu tình ngồi (sit-in), các cuộc tuần hành vì tự do, cuộc Diễu hành đến Washington vì Việc làm và Tự do năm 1963 và các sự kiện khác. Cuộc Diễu hành đến Washington vì Việc làm và Tự do cùng các điều kiện đã giúp hình thành cuộc diễu hành được cho là các nhân tố tạo nên áp lực đối với Tổng thống John F. Kennedy, sau đó là Lyndon B. Johnson, vận động thông qua Đạo luật Dân quyền năm 1964 cấm đoán tất cả hành động kỳ thị tại các tiện nghi công cộng, trong tuyển dụng nhân lực và trong các nghiệp đoàn lao động.
Chiến dịch "Mùa hè Tự do Mississippi" năm 1964 tạo cơ hội cho hàng ngàn thanh niên đầy ắp lý tưởng, da đen và da trắng, điều hành các "trường học tự do" nhằm dạy các kỹ năng đọc viết, lịch sử và công dân giáo dục trong khi những thiện nguyện viên khác vận động người da đen đăng ký bầu cử. Các mùa hè này được ghi dấu bởi những hành động quấy rối, đe dọa và bạo động nhắm vào những người hoạt động cho dân quyền cũng như những gia đình đón tiếp họ. Sự mất tích của ba thanh niên, James Chaney, Andrew Goodman và Michael Schwerner, tại Philadelphia và Mississippi thu hút sự quan tâm của công luận trên toàn quốc. Sáu tuần sau, người ta tìm thấy thi thể bị đánh đập dã man của Chaney, một thanh niên da đen, trong một bãi đầm lầy cùng với thi thể của hai người bạn da trắng, cả hai đều bị bắn chết. 

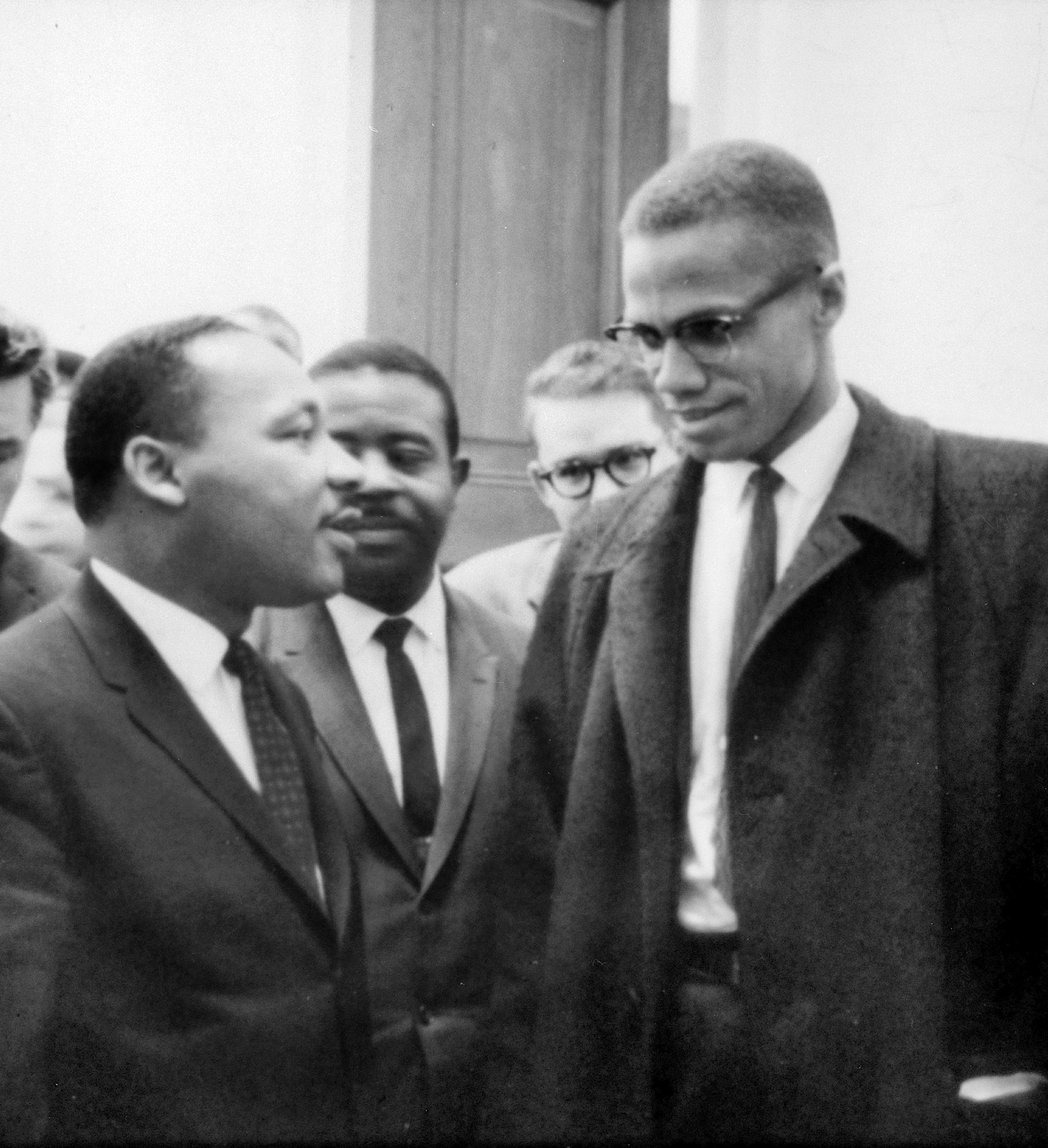
Martin Luther King và Malcolm X

Cơn phẫn nộ của công luận đối với "Mùa hè Mississippi đẫm máu" và sự tàn bạo của những kẻ giết người giúp thúc đẩy việc thông qua Đạo luật Quyền Bầu cử năm 1965. Đạo luật đã đánh đổ những rào cản từng ngăn trở không cho người da đen hưởng quyền bầu phiếu và là một thắng lợi tạo tiền đề cho việc thông qua các đạo luật dân quyền khác trong hơn một thập niên.
Đến lúc này, những người Mỹ gốc Phi vẫn nghi ngờ về tính hiệu quả của chủ trương phản kháng bất bạo động bắt đầu có nhiều ảnh hưởng. Các thủ lĩnh da đen chủ trương bạo động như Malcolm X thuộc tổ chức Dân tộc Hồi giáo và Eldridge Cleaver thuộc Đảng Báo đen, kêu gọi người da đen tự phòng vệ và sử dụng các biện pháp bạo động nếu cần. Từ giữa thập niên 1960 đến giữa thập niên 1970, phong trào Báo đen thúc giục người Mỹ gốc Phi hướng về châu Phi để tìm kiếm sự soi dẫn và nhấn mạnh đến tình đoàn kết da đen hơn là tinh thần hoà nhập.
Trong khi Phong trào Dân quyền đạt được đỉnh cao sức mạnh của mình vào thập niên 1960 dưới sự dẫn dắt của những nhà lãnh đạo như Martin Luther King, Jr., Whitney Young và Roy Wilkins, Sr., thì các phát ngôn nhân của tổ chức Dân tộc Hồi giáo như Malcolm X, sau này là Stokeley Carmichael, Đảng Báo đen, và tổ chức Cộng hòa Tân Phi châu kêu gọi người Mỹ gốc Phi theo đuổi chủ nghĩa dân tộc da đen và kiến tạo quyền lực da đen, quảng bá các ý tưởng về thống nhất, đoàn kết châu Phi (đen) và chủ thuyết Liên Phi. Đến cuối thập niên 1960, một số nhà hoạt động dân quyền và các thủ lĩnh chủ trương liên Phi bị ám sát, trong đó có Medgar Evers, Malcolm X, Martin Luther King, Jr. và Fred Hampton. Tuy nhiên, khi ấy người Mỹ gốc Phi đã đạt được những bước tiến căn bản trong lĩnh vực kinh tế và chính trị nhờ những nỗ lực trong thời kỳ đấu tranh cho dân quyền.

## Các vấn đề hiện tại
Kể từ Phong trào Dân quyền, nhiều người Mỹ gốc Phi đã đạt được những thăng tiến quan trọng cho vị trí của mình trên nấc thang xã hội, trong khi những thập niên gần đây chứng kiến sự phát triển về quy mô của người Mỹ gốc Phi thuộc giai cấp trung lưu trên toàn lãnh thổ Hoa Kỳ. Mặc dù những cơ hội chưa từng có đã giúp người Mỹ da đen tiếp cận hệ thống giáo dục đại học và tuyển dụng nhân lực, do những tàn dư của chế độ nô lệ và sự kỳ thị chủng tộc, người da đen vẫn là một cộng đồng tụt hậu về kinh tế, giáo dục và xã hội nếu so sánh với người da trắng.
Các vấn đề nan giải trong chính trị, kinh tế, xã hội đối với người Mỹ gốc Phi là việc khó tiếp cận các chương trình chăm sóc sức khoẻ, chủ nghĩa chủng tộc trong các định chế, phân biệt trong gia cư, giáo dục, cảnh sát, tư pháp và nhân dụng; cũng có các vấn nạn về nghèo khổ và bị lạm dụng. Nghèo khổ là vấn nạn lớn khi liên quan đến các tổn thương tinh thần trong cuộc sống hôn nhân và biện pháp giải quyết, các vấn đề về sức khoẻ, trình độ học vấn thấp, mất quân bình trong các chức năng tâm lý và tội phạm. Năm 2004, có 24,7% gia đình người Mỹ gốc Phi được xem là sống dưới mức nghèo.
Ảnh hưởng của các hoạt động tội phạm như giết người, buôn ma tuý và trấn lột khiến các cộng đồng người Mỹ gốc Phi càng nghèo khổ hơn và đang là một vấn đề nghiêm trọng. Năm 1995, một phần ba nam giới người Mỹ gốc Phi ở độ tuổi từ 20 đến 29 từng chịu một hình thức chế tài vì dính líu đến tội phạm (giam giữ trong tù, quản chế hoặc tù treo). Một số thống kê cho thấy người Mỹ gốc Phi phạm tội giết người, bị giết hoặc bị giam giữ bảy lần nhiều hơn người da trắng. Có lẽ trình độ học vấn và địa vị xã hội là nguyên nhân dẫn đến tập quán phạm tội. Tỷ lệ các vụ sát nhân và các hình thức bạo hành khác của người Mỹ gốc Phi là cao hơn so với các cộng đồng dân cư da trắng hoặc các chủng tộc khác có chung hoàn cảnh (tụt hậu về kinh tế).
Người Mỹ gốc Phi thường là đối tượng của việc phân loại hồ sơ dựa theo yếu tố chủng tộc, cũng dễ bị nhìn xem là hình mẫu tiêu cực trong xã hội. Theo Hiệp hội Y khoa Quốc gia Hoa Kỳ, đàn ông da đen có nguy cơ tử vong vì bệnh tim 20% cao hơn người da trắng, và nam giới da đen có tỷ lệ mắc bệnh huyết áp cao đứng đầu thế giới. Tỷ lệ sinh con ngoài hôn nhân của các bà mẹ người da đen cao hơn tỷ lệ bình quân cả nước, 56% trẻ da đen sinh ra trong những gia đình mà người mẹ không có ràng buộc hôn nhân chính thức với cha của đứa trẻ. Năm 1998, con số các bà mẹ độc thân chiếm 54% gia đình người Mỹ gốc Phi.

## Điều kiện kinh tế

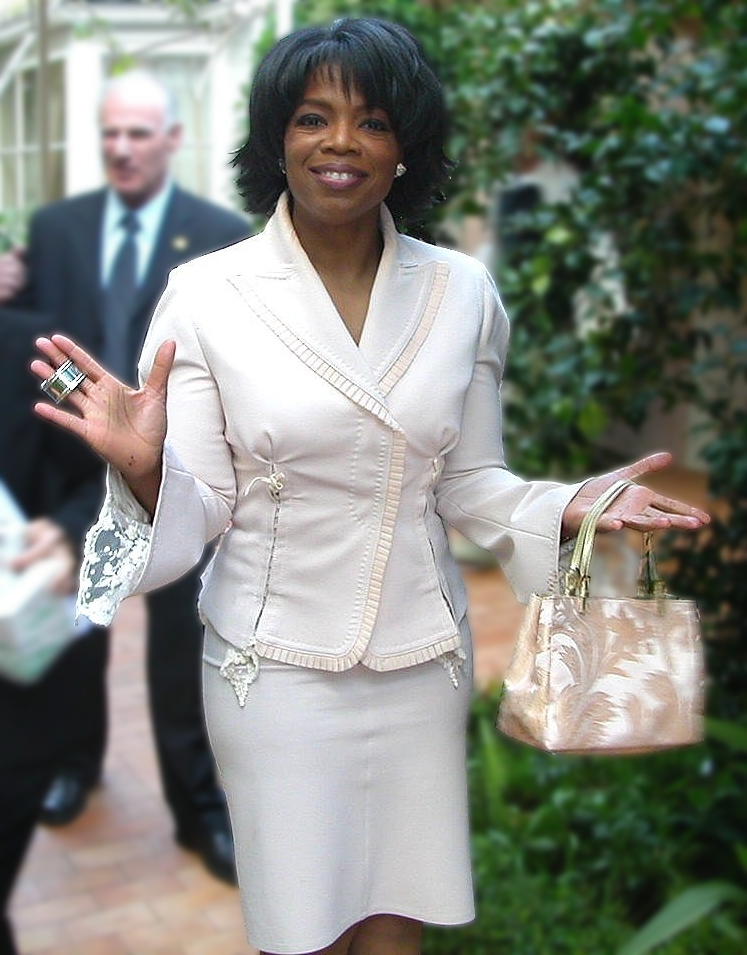
Oprah Winfrey, năm 2004.

Tình trạng kinh tế của cộng đồng người Mỹ gốc Phi, nói chung, đang là một vấn đề gây tranh cãi, khi các con số thống kê tính đến những tàn dư của quá trình kỳ thị trong quá khứ lẫn sự tăng trưởng bền vững trong đại bộ phận dân số Hoa Kỳ, cũng như sự phồn vinh của cộng đồng nếu so sánh với các quốc gia bên ngoài nước Mỹ.
Lợi tức trung bình của người Mỹ gốc Phi xấp xỉ 65% lợi tức của dân "da trắng", tức là "những người có nguồn gốc chủng tộc từ Âu châu, Trung Đông hoặc Bắc Phi", theo các con số thống kê. Sự cách biệt này lớn nhất khi mức lợi tức được tính ở nấc thang cao nhất, mặc dù rõ ràng là thành phần giàu có nhất khó được xem là biểu trưng cho toàn thể cộng đồng, da trắng hoặc da đen. Theo danh sách những người giàu nhất của tạp chí Forbes, tài sản trị giá 800 triệu đôla trong năm 2000 của Oprah Winfrey đã đặt cô vào vị trí người Mỹ gốc Phi giàu nhất trong thế kỷ 20, thật thảm hại khi so sánh với con số 100 tỷ đôla trị giá tài sản của Bill Gates trong năm 1999, khi Gates được xếp thứ nhất trong danh sách những người Mỹ da trắng giàu nhất thế kỷ 20.
Tuy nhiên, trong danh sách năm 2004 của Forbes, trị giá tài sản của Gates chỉ còn 46,6 tỷ đôla trong khi tài sản của Winfrey tăng lên 1,4 tỷ đôla, củng cố vị trí của cô như là người Mỹ gốc Phi giàu nhất thế kỷ 20, tỉ phú da đen duy nhất trên thế giới, xếp thứ 235 trong danh sách những người giàu nhất nước Mỹ năm 2005, thứ 562 trong số những người giàu nhất thế giới và là một trong những nhân vật vừa giàu nhất vừa có ảnh hưởng lớn nhất tại Hoa Kỳ.
Mặc dù nhiều người Mỹ gốc Phi vẫn sống dưới mức nghèo, những chỉ số gần đây cho thấy khoảng cách giàu nghèo đang thu hẹp dần. Kể từ cuối thập niên 1990, mức lợi tức của người da đen gia tăng đáng kể - thành phần hạ lưu đang thu hẹp dần trong khi giai cấp trung lưu đang phát triển mạnh, và tình trạng tương tự đang diễn ra trong giới giàu có.
Hơn 1,7 triệu người Mỹ gốc Phi đã vượt qua ngưỡng nghèo; khoảng cách giữa mức lợi tức của phụ nữ da đen và phụ nữ da trắng nay chỉ còn một vài phần trăm; tỷ lệ thất nghiệp ở người da đen trong những năm gần đây ở dưới mức 10%. Tỷ lệ người nghèo từ 26,5% trong năm 1998 còn 24,7% năm 2004.

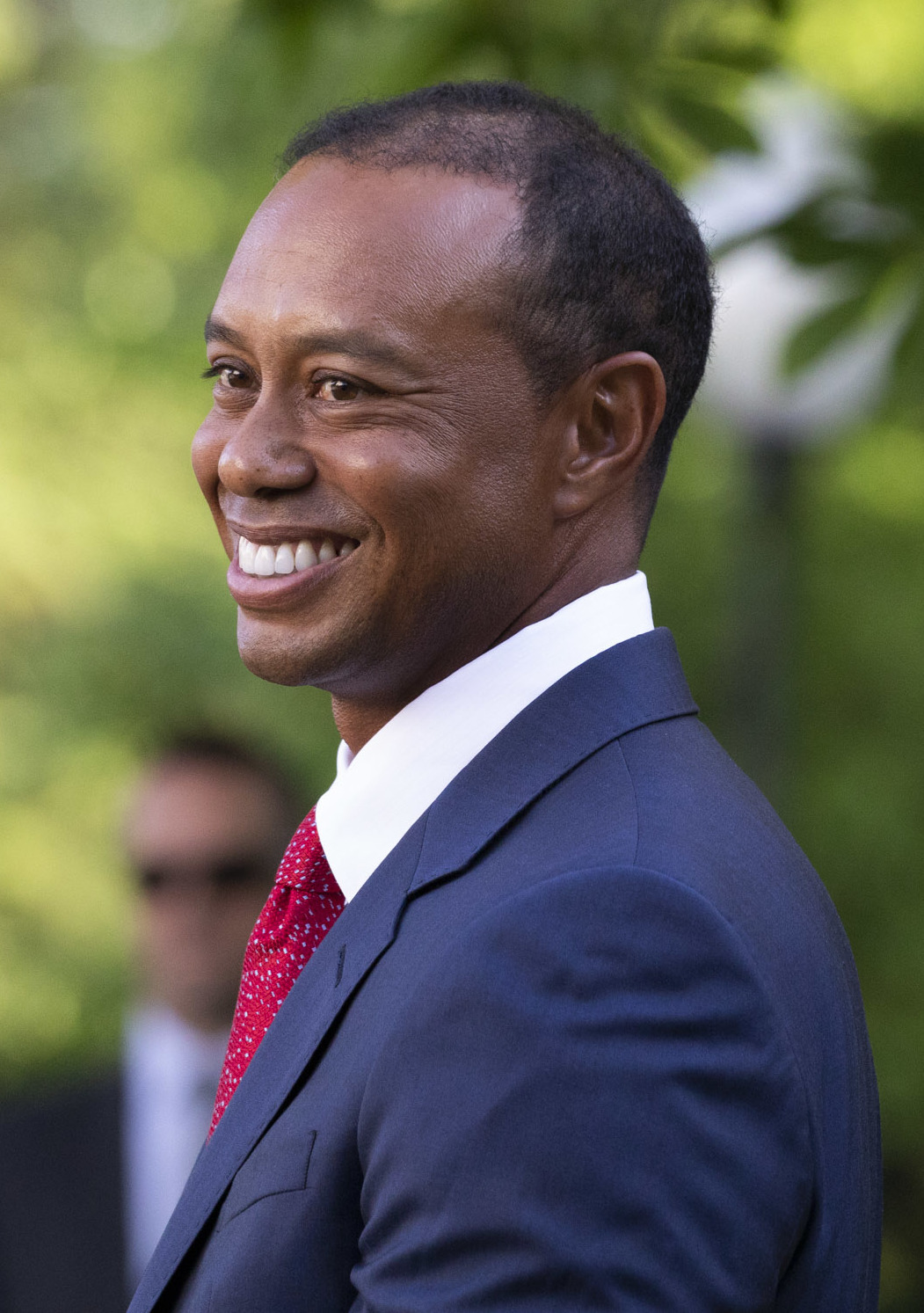
Tiger Woods.

Năm 2003, yếu tố giới tính thay thế yếu tố chủng tộc để trở nên nhân tố chính kéo dài tuổi thọ ở Hoa Kỳ, với sự kiện phụ nữ Mỹ gốc Phi sống lâu hơn nam giới da trắng sinh cùng năm. Khoảng cách tuổi thọ giữa người da trắng (78,0) và da đen (72,8) giảm 5,2 năm, biểu thị chiều hướng lâu dài của hiện tượng này.
Năm 2004, công nhân da đen có mức lợi tức trung bình xếp hạng thứ nhì trong các cộng đồng thiểu số tại Mỹ, chỉ sau cộng đồng Mỹ gốc Á. Tương tự, trong các nhóm thiểu số, chỉ có người Mỹ gốc Á là có nhiều cơ may hơn người Mỹ gốc Phi trong việc nắm giữ các công việc văn phòng (quản trị, chuyên gia và các lãnh vực liên quan). Năm 2001, hơn một nửa gia đình Mỹ gốc Phi kiếm được 50.000 đôla hoặc hơn trong một năm.
Nhìn chung, người Mỹ gốc Phi tham gia tích cực vào các hoạt động chính trị hơn các nhóm thiểu số khác với tỷ lệ cử tri đi bầu ở mức cao nhất trong năm 2004.

## Văn hoá
Trong khi chia sẻ những điểm chung với các gia đình Mỹ khác, người Mỹ gốc Phi giữ riêng cho mình những nét đặc thù liên quan đến thời điểm cũng như phương cách xây dựng hôn nhân và tổ chức gia đình, vai trò của giới tính, cung cách làm cha mẹ và những biện pháp đối phó với khó khăn.
Trong cộng đồng người Mỹ gốc Phi, sự hình thành một gia đình thường không khởi đầu bằng một cuộc hôn nhân, mà bằng sự kiện một đứa trẻ chào đời. Một gia đình da đen tiêu biểu thường tôn trọng tôn ti trật tự và tỏ ra nghiêm nhặt trong việc tuân giữ các chuẩn mực đạo đức, cũng áp dụng các biện pháp kỷ luật về thể xác. Ông bà, đặc biệt là bà, thường thủ giữ vai trò chủ chốt trong việc bảo vệ gia đình. Khi các bà mẹ không thể đảm đương nhiệm vụ của mình, bà sẽ bước vào bắt tay chăm sóc và dạy dỗ bọn trẻ. Năm 1998, có 1,4 triệu, tức 12%, trẻ da đen sống với ông bà (dù chúng có cha mẹ hay không). Mặt khác, khi về già ông bà được chăm sóc bởi các thành viên còn lại trong đại gia đình.
Trong số các cộng đồng chủng tộc sinh sống ở Hoa Kỳ, người Mỹ gốc Phi được xem là cộng đồng quan tâm nhiều nhất đến các vấn đề tâm linh. Theo các cuộc thăm dò thực hiện năm 2006 của Nhóm Barna (một tổ chức đặt trụ sở tại California, chuyên khảo sát các lĩnh vực tôn giáo), có 52% người da đen tham dự các buổi lễ tôn giáo hàng tuần  Lưu trữ ngày 16 tháng 7 năm 2008 tại Wayback Machine, 95% có cầu nguyện trong tuần  Lưu trữ ngày 5 tháng 3 năm 2005 tại Wayback Machine và 66% có đọc Kinh Thánh  Lưu trữ ngày 11 tháng 8 năm 2006 tại Wayback Machine.
Sức mạnh văn hoá của gia đình người Mỹ gốc Phi thể hiện trong lĩnh vực tâm linh, tinh thần tương trợ, bản sắc chủng tộc, cấu trúc gia đình rộng mở, và nhà thờ. Những nhân tố này được xem là nguồn lực hỗ trợ trong ý thức hệ và trong thực tế cuộc sống.
Các món ăn của cộng đồng người Mỹ gốc Phi sản sinh trong hoàn cảnh bị áp bức về chủng tộc và kinh tế. Dưới chế độ nô lệ, người Mỹ gốc Phi không được phép ăn những phần thịt ngon, còn sau khi được giải phóng nhiều người không đủ tiền để mua thịt. Soul food, những món ăn có nguồn gốc từ châu Phi, không chỉ được ưa thích trong vòng người Mỹ gốc Phi ở miền nam mà còn phổ biến trong cộng đồng da đen trên toàn quốc, với nhiều sáng tạo trong công thức chế biến từ những sản phẩm rẻ tiền thu hoạch được ở nông trang cũng như do săn bắt và câu cá.
Âm nhạc của người Mỹ gốc Phi (còn gọi là âm nhạc da đen) hiện diện khắp nơi trong văn hoá Mỹ gốc Phi. Tổ tiên người Mỹ gốc Phi bị đem đến Bắc Mỹ để làm nô lệ tại các nông trường bông vải, đã mang theo họ các ca khúc phức điệu (polyphonic) tiêu biểu từ hàng trăm nhóm chủng tộc trên khắp vùng Tây Phi và Hạ Sahara. Tại Mỹ, truyền thống văn hoá đa dạng hoà quyện với các thể loại âm nhạc phương Tây như polka, waltz... tạo nên một loại hình âm nhạc độc đáo của các cộng đồng Mỹ gốc Phi. Có nhiều thay đổi lớn trong các giai đoạn sau này, đến thế kỷ 21, các thể loại âm nhạc của người Mỹ gốc Phi chiếm vị trí thống trị trong dòng nhạc phổ thông trên khắp thế giới như nhạc rap, nhảy hiphop. Xuyên suốt các cộng đồng người Mỹ gốc Phi trên khắp Hoa Kỳ, âm nhạc da đen thể hiện những khía cạnh đa dạng và phức tạp của văn hoá và cuộc sống đương đại cũng như trong lịch sử của người Mỹ gốc Phi.

## Ảnh hưởng

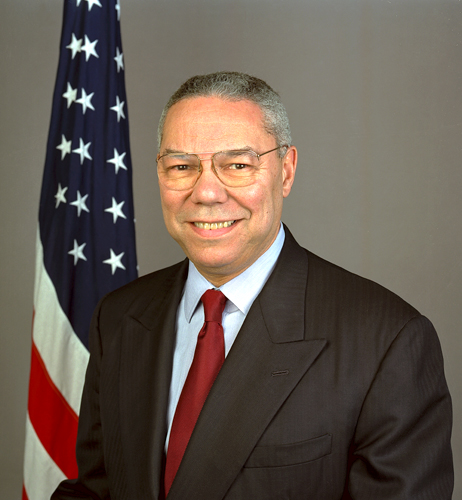
Colin Powell khi đương chức Ngoại trưởng Hoa Kỳ

Từ những ngày đầu tiên đặt chân lên Bắc Mỹ trong thân phận nô lệ, người Phi và người Mỹ gốc Phi đã có nhiều đóng góp sáng tạo cho văn học, nghệ thuật, kỹ năng nông nghiệp, thực phẩm, kiểu dáng trang phục, âm nhạc, ngôn ngữ trong văn hoá Mỹ.
Âm nhạc Mỹ gốc Phi là một trong những ảnh hưởng văn hoá Mỹ gốc Phi lan toả rộng nhất ở nước Mỹ ngày nay cũng như trong dòng nhạc phổ thông trên khắp thế giới. Hip hop, R&B, funk, soul, techno và các loại hình âm nhạc Mỹ đương đại khác đều sản sinh từ các cộng đồng da đen, biến thể từ nhạc blues, jazz và nhạc phúc âm, gospel. Âm nhạc Mỹ gốc Phi cũng gây ảnh hưởng và nối kết với hầu hết các loại hình nhạc phổ thông trên thế giới.
Các ca sĩ, diễn viên nổi tiếng người Mỹ gốc Phi và có sức ảnh hưởng cực lớn tới thế giới như "Nữ hoàng nhạc R&B" Whitney Houston, "Ông hoàng nhạc Pop" Michael Jackson, nữ ca sĩ kiêm diễn viên Beyoncé, nữ danh ca Diana Ross, huyền thoại nhạc Soul Aretha Franklin, những giọng ca nhạc gospel nổi tiếng như Cissy Houston, Dionne Warwick (mẹ và chị họ của Whitney Houston)
Nhiều tác giả sáng tác tiểu thuyết, thi ca và tiểu luận từ những trải nghiệm sống của người Mỹ gốc Phi, và văn học Mỹ gốc Phi chiếm vị trí quan trọng trên văn đàn Mỹ. Trong số các tác giả nổi tiếng có Langston Hughes, James Baldwin, Richard Wright, Zora Neale Hurston, Ralph Ellison, Toni Morrison và Maya Angelou.
Nhiều sáng chế của người Mỹ gốc Phi được sử dụng rộng rãi trên khắp thế giới. Mặc dù hầu hết các nhà phát minh nô lệ đều là vô danh, một nô lệ của Tổng thống Liên bang miền Nam Jefferson Davis đã thiết kế chân vịt tàu thủy, được lắp đặt cho tất cả tàu thuyền của hải quân miền Nam. Sau Nội chiến, thành phần chủng tộc thiểu số, trong đó có người Mỹ gốc Phi đã đóng góp đáng kể vào sự tăng trưởng vượt bậc của nền công nghiệp Mỹ. Đến năm 1913 có hơn 1.000 ngàn sáng chế đã đăng ký của người Mỹ gốc Phi.
Trong số những nhà phát minh nổi bật nhất có Jan Matzeliger, phát triển máy sản xuất giày với số lượng lớn, Elijah McCoy, sáng chế các thiết bị bôi trơn tự động cho máy hơi nước. Granville Woods đã có 35 bằng sáng chế cải tiến hệ thống đường ray xe điện kể cả hệ thống giúp tàu hoả có thể liên lạc khi đang di chuyển...
Có nhiều tên tuổi lớn trong các lĩnh vực thể thao, nghệ thuật, âm nhạc là người Mỹ gốc Phi. Trong những thập niên gần đây, người Mỹ gốc Phi cũng nắm giữ các vị trí quan trọng trong bộ máy tư pháp và trong Chính phủ Hoa Kỳ; ngoài Clarence Thomas là người Mỹ gốc Phi thứ nhì (sau Thurgood Marshall) được bổ nhiệm vào Tối cao Pháp viện Hoa Kỳ năm 1991, thì Colin Powell là người Mỹ gốc Phi đảm nhiệm chức vụ cao nhất trong chính phủ liên bang, Powell được bổ nhiệm Ngoại trưởng Hoa Kỳ năm 2000, sau khi phục vụ trong cương vị Cố vấn An ninh Quốc gia (1987-1989) và Chủ tịch Liên quân (1989-1993). Người kế nhiệm Powell trong chức vụ Bộ trưởng Ngoại giao từ năm 2004, Condoleezza Rice, là phụ nữ Mỹ gốc Phi đầu tiên phục vụ chính phủ trong vị trí này; trước đó Rice là Cố vấn An ninh Quốc gia cho Tổng thống George W. Bush (2000-2004).

Barack Obama, Tổng thống thứ 44 của Hoa Kỳ.

Những thành quả người Mỹ gốc Phi giành được qua Phong trào Dân quyền và Phong trào Sức mạnh Da đen không chỉ bảo đảm một số quyền căn bản cho người da đen mà còn thay đổi sâu sắc và toàn diện xã hội Hoa Kỳ. Trước thập niên 1950, người Mỹ vẫn sống dưới bóng của chế độ nô lệ và luật lệ kỳ thị chủng tộc (Jim Crow), nhưng như lời của Martin Luther King, Jr., người Mỹ gốc Phi và những người ủng hộ họ đã thách thức nước Mỹ "trỗi dậy để sống đúng với ý nghĩa thật của niềm xác tín rằng mọi người sinh ra trong bình đẳng..." (Tôi Có một Giấc mơ).
Phong trào Dân quyền đánh dấu một sự thay đổi triệt để trong xã hội, chính trị, kinh tế và đời sống dân sự Hoa Kỳ. Nó xuất hiện với các cuộc tẩy chay, biểu tình ngồi lỳ (sit-in), tuần hành, kiện tụng, đánh bom và những hình thức bạo động khác; đã thúc đẩy các phương tiện truyền thông toàn cầu và mở ra các cuộc tranh luận gay gắt; hình thành các liên minh dân sự, kinh tế và tôn giáo; phân hoá và hàn gắn hai chính đảng lớn nhất đất nước; làm thay đổi mối quan hệ giữa người da trắng và người da đen, cũng như cách xử sự giữa mọi người với nhau.
Điều quan trọng hơn hết là phong trào đã gỡ bỏ tinh thần kỳ thị chủng tộc khỏi đời sống và luật pháp Hoa Kỳ, thăng tiến các quyền tự do dân sự và xã hội mà nhiều người Mỹ thuộc các nền văn hoá khác nhau vẫn hằng mong đợi. Những tiền lệ được thiết lập bởi Phong trào Dân quyền trong khía cạnh chiến lược và chiến thuật, cũng như những mục tiêu mà nó đã đạt được, đã tác động lên Phong trào Tự do Ngôn luận, cuộc đấu tranh của công nhân nông trại và lao động nhập cư thuộc nghiệp đoàn Công nhân Nông trại Hiệp nhất, Phong trào Người Da đỏ Mỹ, những nỗ lực bảo đảm quyền bình đẳng dành cho phụ nữ, người tàn tật và các cộng đồng thiểu số khác.

## Ai là người Mỹ gốc Phi?
Câu trả lời tiêu biểu là bất cứ người nào có tổ tiên là người Phi châu da đen. Định nghĩa này biểu thị những kinh nghiệm kéo dài trong suốt thời kỳ phân biệt chủng tộc, quyền tối thượng của người da trắng, chế độ nô lệ và hệ thống luật lệ phân biệt màu da.
Tại miền nam Hoa Kỳ, có luật một giọt máu, nghĩa là chỉ cần có một giọt "máu đen" là người da đen. Khi một người mang dòng máu lai thì người ấy sẽ được xem là thuộc về nhóm chủng tộc "hạ đẳng" trong hai dòng máu ấy.
Đến từ miền nam, nó được xem là định nghĩa chuẩn trên toàn quốc, được cả người da trắng lẫn người da đen chấp nhận – vì những lý do khác nhau.
Người ủng hộ quyền tối thượng của người da trắng, tức người chủ trương kỳ thị chủng tộc, xem bất cứ ai có nguồn gốc châu Phi da đen là thua kém về đạo đức và trí tuệ, như thế là thuộc thành phần hạ đẳng. Trong thời kỳ nô lệ, do những động cơ kinh tế giới chủ nô tìm mọi cách nâng cao đến mức tối đa số nô lệ hầu bảo đảm nguồn lao động rẻ tiền trong vào giai đoạn ấy cũng như trong những thập niên kế tiếp.
Trong khi đó, đối với người Mỹ gốc Phi, hệ thống một giọt máu phân biệt con người theo màu da là nhân tố quan trọng đóng góp cho tinh thần đoàn kết trong các cộng đồng chủng tộc thiểu số. Người Mỹ gốc Phi chia sẻ với nhau nhiều điều trong xã hội, và vì vậy có chung một chính nghĩa - bất kể những pha trộn đa chủng hoặc những phân tầng về xã hội và kinh tế.
Người Mỹ da trắng, người da đỏ, người Á châu hoặc Ả Rập vẫn không được nhìn nhận là người Mỹ gốc Phi sinh sống ở Hoa Kỳ, dù cho tổ tiên của họ di cư từ lục địa Phi. Trong một số trường hợp, có những người da trắng Nam Phi, người Bắc Phi gốc Âu hoặc người Á đến từ Phi châu tự đồng hoá mình với người Mỹ gốc Phi hầu có thể hưởng lợi từ luật Affirmative Action (dành đặc quyền cho các chủng tộc thiểu số) hoặc những chương trình khác, nhưng luận điểm của họ thường không đứng vững.

## Thống kê
Bảng kê dưới đây biểu thị số người Mỹ gốc Phi trải qua các thời đại, dựa trên số liệu của Văn phòng Thống kê Hoa Kỳ (Từ năm 1920 đến 2000 dựa trên số liệu của Văn phòng Thống kê Hoa Kỳ, phổ biến bởi Time Almanac năm 2005, trang 377)
| Năm  | Số lượng   | Tỷ lệ trên dân số toàn quốc    | Nô lệ     | Tỷ lệ nô lệ |
| ---- | ---------- | ------------------------------ | --------- | ----------- |
| 1790 | 757.208    | 19,3% (cao nhất trong lịch sử) | 697.681   | 92%         |
| 1800 | 1.002.037  | 18,9%                          | 893.602   | 89%         |
| 1810 | 1.377.808  | 19,0%                          | 1.191.362 | 86%         |
| 1820 | 1.771.656  | 18,4%                          | 1.538.022 | 87%         |
| 1830 | 2.328.642  | 18,1%                          | 2.009.043 | 86%         |
| 1840 | 2.873.648  | 16,8%                          | 2.487.355 | 87%         |
| 1850 | 3.638.808  | 15,7%                          | 3.204.287 | 88%         |
| 1860 | 4.441.830  | 14,1%                          | 3.953.731 | 89%         |
| 1870 | 4.880.009  | 12,7%                          | -         | -           |
| 1880 | 6.580.793  | 13,1%                          | -         | -           |
| 1890 | 7.488.788  | 11,9%                          | -         | -           |
| 1900 | 8.833.994  | 11,6%                          | -         | -           |
| 1910 | 9.827.763  | 10,7%                          | -         | -           |
| 1920 | 10.5 triệu | 9,9%                           | -         | -           |
| 1930 | 11.9 triệu | 9,7% (thấp nhất trong lịch sử) | -         | -           |
| 1940 | 12.9 triệu | 9,8%                           | -         | -           |
| 1950 | 15.0 triệu | 10,0%                          | -         | -           |
| 1960 | 18.9 triệu | 10,5%                          | -         | -           |
| 1970 | 22.6 triệu | 11,1%                          | -         | -           |
| 1980 | 26.5 triệu | 11,7%                          | -         | -           |
| 1990 | 30.0 triệu | 12,1%                          | -         | -           |
| 2000 | 36.6 triệu | 12,3%                          | -         | -           |

Ghi chú: Theo Dữ liệu Thống kê CIA, năm 2005, tỷ lệ này là 13,5% Lưu trữ ngày 9 tháng 8 năm 2006 tại Wayback Machine